# Эль-Соц
Эль-Соц (исп. El Zotz) — город майя в районе Петенского бассейна в муниципалитете Сан-Хосе, департамент Эль-Петен, Гватемала.

## Этимология
В 1977 году Марко Антонио Байли посетил город и на составленной им карте подписал его как «Эль-Соц». Ранее город носил название «Дос-Агуадас» (исп. Dos Aguada) и, возможно, Байли переименовал его, чтобы выделить среди других городов в этом регионе, носящих такое же название. На майяских языках слово «Zotz» и его вариации означают «летучая мышь».

## География
Эль-Соц расположен в муниципалитете Сан-Хосе, департамент Эль-Петен. Город расположен на небольших кряжах, протянувшихся с юго-запада на северо-восток. Их максимальная высота около 400 метров над уровнем моря, впадины между ними достигают высоты около 150 метров.

## История
Эль-Соц был образован в VI веке н. э. Расцвет города пришёлся на поздний классический период (600—900 гг.). В этом периоде наблюдался всплеск строительной деятельности. Правящая династия Эль-Соца, вероятно, возникла в Бехукале и позже перенесла свою столицу в Эль-Соц. Эль-Соц обладал той же эмблемой, что и Яшчилан, поэтому, вероятно, правящая династия Яшчилана берёт своё начало в Эль-Соце.
В VIII веке, согласно тексту в Тикале, Эль-Соц и Наранхо вместе участвовали в битве против Тикаля, произошедшей 4 февраля 744 года. Последняя известная иероглифическая надпись, относящаяся к Эль-Соцу, описывает город как цель нападения Тикаля.
В 1977 году Марко Антонио Байли посетил город, нанеся его на карту. В 1978 году Джордж Ф. Эндрюс посетил город и опубликовал письменный отчёт в журнале Mexicon в 1986 году. Национальный проект «Тикаль» (исп. Proyecto Nacional Tikal) провёл исследования в городе в мае 1983 году, но письменный отчёт был опубликован только в 2006 году. Departamento de Monumentos Prehispánicos в 1995 году повторно нанесло город на карту, опубликованную в 2001 году. Дальнейшее исследование было проведено в течение двух недель в январе 2006 года Departamento de Monumentos Prehispanicos вместе с Стивеном Дугласом Хаустеном и Брауновским университетом. В мае 2008 года было проведено трёхлетнее исследование. 

## Внешние ссылки
- Mesoweb: El Zotz research
- El Zotz in the Trafficking Culture Encyclopedia
- Authentic-maya: Central Petén Sites
- El Zotz on Global Heritage Network